# Rio Condratul (Tişiţa)
O Rio Condratul (Tişiţa) é um rio da Romênia, afluente do Tişiţa Mică, localizado no distrito de Vrancea.